# Drassodella salisburyi
Drassodella salisburyi är en spindelart som beskrevs av Hewitt 1916. Drassodella salisburyi ingår i släktet Drassodella och familjen Gallieniellidae. Inga underarter finns listade i Catalogue of Life.